# Титиж
Титиж (рос.Тытыж— річка в Україні, у Звягельському районі Житомирської області, права притока Корчика (басейн Прип'яті).

## Опис
Довжина річки 23 км., похил річки — 1,7 м/км. Площа басейну 126 км².